# たからもの (石田燿子の曲)
「たからもの」は、石田燿子の楽曲。2003年10月29日に石田の10枚目のシングルとしてパイオニアLDCから発売された。

## 概要
前作『真実の扉』以来、約8か月ぶりとなるリリース。
表題曲は、テレビアニメ『藍より青し〜縁〜』のオープニングテーマに起用された。
カップリング曲の「power of love」は文化放送ラジオ番組『超機動放送アニゲマスター』のオープニングテーマとして使用され、奥井雅美が作曲・コーラスを担当している。シングルのカップリング曲も石田が担当するのは、4枚目のシングル「ちょっぴりシェフきぶん」以来となる。
両曲とも4枚目のオリジナルアルバム『all of me』に収録されている。

## シングル収録内容
| #         | タイトル                        | 作詞                       | 作曲      | 編曲      | 時間  |
| --------- | ------------------------------- | -------------------------- | --------- | --------- | ----- |
| 1.        | 「たからもの」                  | 石田燿子                   | 増田俊郎  | 増田俊郎  | 4:22  |
| 2.        | 「power of love」               | おたっきい佐々木・石田燿子 | 奥井雅美  | monta     | 5:07  |
| 3.        | 「たからもの」(Instrumental)    |                            |           |           | 4:22  |
| 4.        | 「power of love」(Instrumental) |                            |           |           | 5:03  |
| 合計時間: | 合計時間:                       | 合計時間:                  | 合計時間: | 合計時間: | 18:54 |